# 11e régiment parachutiste de choc
Pour les articles homonymes, voir 11e régiment.
Le 11e régiment parachutiste de choc (connu sous son abréviation commune : « le 11e choc ») est une unité de forces spéciales de l’Armée de terre française ayant connu plusieurs appellations au cours de son histoire.
Cette unité s'est ainsi successivement appelée :
- le Bataillon de Choc Aéroporté N°11 de Septembre 1946 à 1955 ;
- le 11e Bataillon Parachutiste de Choc de Juin 1955 à 1963;
- Il est intégré à la 11e demi-brigade parachutiste de choc de Octobre 1955 à 1963, date à laquelle elle a été dissoute ;
- puis il a été recréé en 1985 sous le nom de 11e régiment parachutiste de choc ;
- avant de devenir le Centre Parachutiste d'Instruction Spécialisé en 1993.

Il est le bras armé du service Action du Service de documentation extérieure et de contre-espionnage (le SDECE) et de la Direction Générale de la Sécurité Extérieure.

## Création et différentes dénominations
Les principales étapes de la vie de cette unité ont été les suivantes :
- 1er septembre 1946 : création à Mont-Louis du Bataillon de choc Aéroporté 11 (BCAP n°11) à partir de SAS, du 1er régiment de choc, de Jedburghs, de FFI et de commandos du service action ;
- 1er janvier 1955 : création de la section nageurs de combat au sein du centre nautique de Collioure ;
- Juin 1955: le BCAP n°11 devient le 11e Bataillon Parachutiste de Choc (11e BPC) ;
- 4 juin 1955 : décision de création de la 11e demi-brigade parachutiste de choc (11e DBPC) ;
- 1er octobre 1955 : création de la 11e DBPC à Perpignan. Elle englobe le 11e BPC et le 12e BPC;
- 16 avril 1956 : création des centres d'instructions (CI) no 1 (« transmissions » à Perpignan), no 2 (« guérilla » à Mont-Louis), no 3 (centre de saut), no 4 (« amphibie » à Calvi) et no 5 (« nageurs de combat » d'abord à Aspretto (Ajaccio) puis à Toulon - Saint-Mandrier) ;
- 1er octobre 1956 : création du bataillon de base regroupant les CI ;
- 1er mai 1957 : le 12e BPC devient le 1er BPC et reçoit le fanion du 1er choc ; le bataillon de base devient le bataillon d'instruction spécialisé (BIS) ;
- 1er janvier 1959 : dissolution du BIS et création du détachement opérationnel ;
- 31 décembre 1963 : dissolution de la 11e DBPC, du 11e BPC et du 1e BPC ; son drapeau est confié au Centre national d'entraînement commando de Mont-Louis ;
- 1er novembre 1985 : recréation à l'initiative du général René Imbot, sous le nom de 11e régiment parachutiste de choc (RPC) ;
- 30 juin 1993 : devient le CPIS à la suite de la création du COS.

## Historique des garnisons, campagnes et batailles

### Les premiers bataillons de choc
Le 1er bataillon dit « de choc » fut créé en mai 1943 par le commandant Fernand Gambiez, à Staoueli, commune située dans la banlieue ouest d'Alger, avec des volontaires d’Afrique ou évadés par l’Espagne de la France occupée.
Il est alors pensé comme un équivalent français du Special Air Service (SAS) britannique, ou des commandos allemands d'Otto Skorzeny, chargés des « coups de mains » derrière les lignes ennemies. Mais selon Raymond Muelle, ancien chef de section, ce premier commando encourt la rumeur d'être à la main du principal des rivaux du général de Gaulle auprès des alliés, le général Giraud, alors le « chef militaire de l'armée française réunifiée ».
Dès septembre 1943, ce bataillon participa à la libération de la Corse : 109 hommes menés par Gambiez sur le sous-marin Casabianca débarquent dans le port d’Ajaccio dans la nuit du 12 au 13 septembre, opération réalisée à l'insu du CFLN, ce qui conduit à l'éviction du général Giraud.
Le 2e bataillon de choc n'est lui fondé qu'en août 1944, avec en grande partie des élèves des classes préparatoires du lycée Janson de Sailly, par le capitaine Fenoyl de Gayardon. Un 4e bataillon de choc, fondé en septembre 1944 par les commandants Laurent Bazot et Aimé Broyer, est issu directement du maquis FFI de Cluny, actif à partir de 1943.
Les six unités sont fondues après la guerre dans un « 1er régiment de choc aéroporté », regroupant des anciens des deux 1ers bataillons de choc, avec en particulier le capitaine Paul Ducournau des Commandos d’Afrique.

### Le Bataillon de Choc Aéroporté n°11

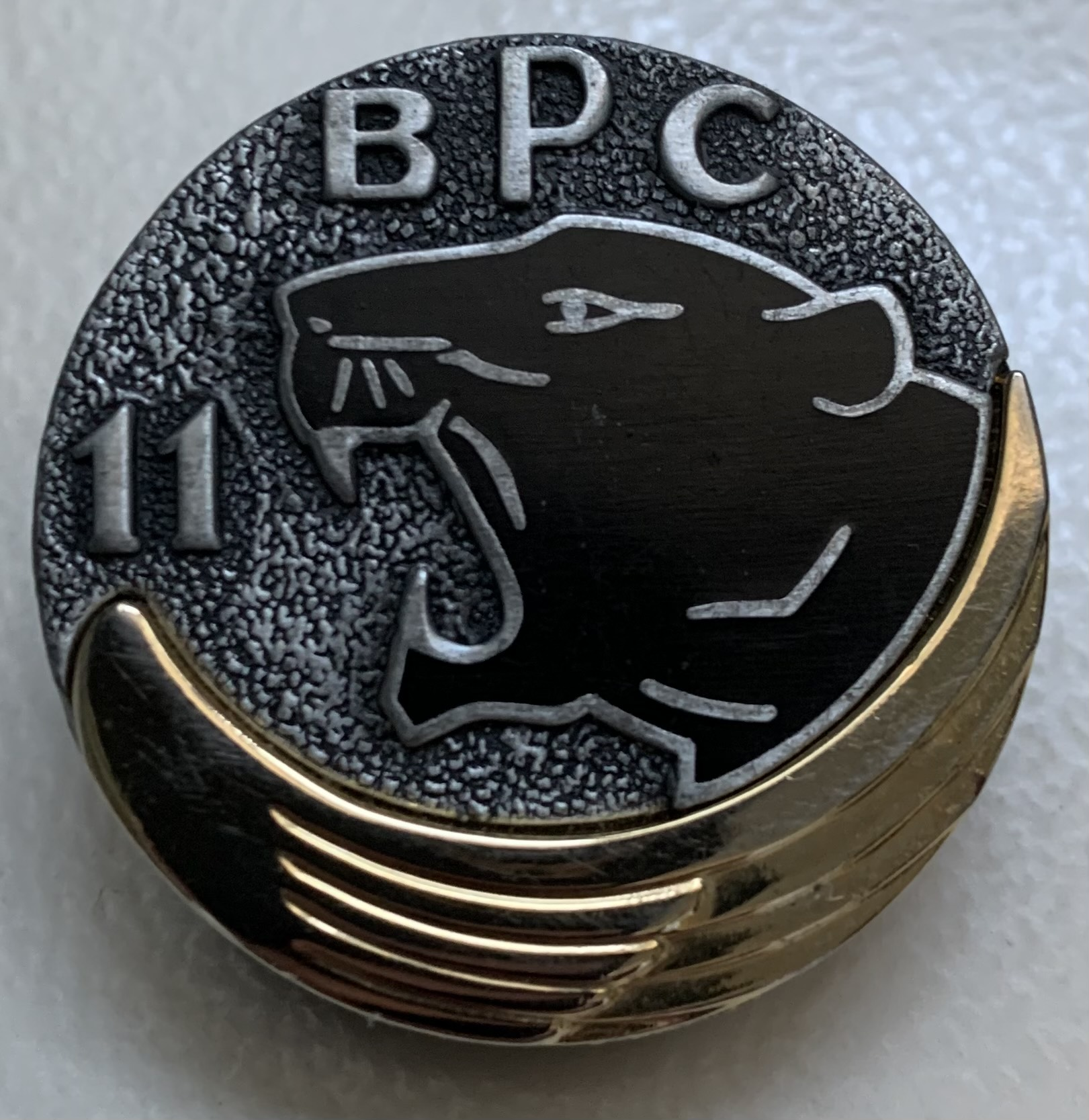
Insigne du 11e bataillon Parachutiste de Choc (11e BPC) de 1955 à 1963.

Le 11e choc  fut de 1946 à 1963 la branche militaire spéciale du « service action » du SDECE.
D'après le colonel Sassi, le 11e choc a inspiré la création des Bérets verts américains. En effet, en septembre 1947, impressionné par les performances du 11e choc lors d'un exercice en Autriche, le colonel américain Aaron Bank demanda à son retour aux États-Unis la création d'une unité similaire qu'il obtint avec la création du Psychologic Warfare Center (centre de guerre psychologique) de Fort Bragg, l'école des Bérets verts.

#### Les débuts
À la fin de la Seconde Guerre mondiale, afin d’encadrer des maquis dans les territoires d’Asie occupés par les japonais, un service français est créé pour emploi de la Force 136 britannique appartenant au Special Operations Executive (SOE): des combattants, britanniques ou non britanniques chargés de sabotages. Ces « French Indochina Sections » commencent à être parachutées en novembre 1944, notamment au Laos. Ils viennent du service "Action/Militaire" (A/M) du BCRAM/BCRA/DGSS/DGER, des équipes Jedburgh (Jean Sassi, Michel de Bourbon-Parme) et de la section F du SOE (Bob Maloubier) parachutés avec la Résistance.
Cependant, les historiens[Lesquels ?] considèrent que la création du 11e choc a été effectuée par son premier chef, le futur général Paul Aussaresses avec son ami proche Jacques Foccart. Tous deux ont œuvré en Angleterre dans le même service chargés de faire des sauts en Allemagne. À l'automne 1945, après la fin de ces missions, Paul Aussaresses « s'installe quelques mois au domicile de Jacques Foccart boulevard Bineau » à Neuilly sur Seine. Selon Paul Aussaresses, « les Américains ont joué un rôle important dans la création du 11e choc » et de son volet réservistes et encouragent « tout ce qui peut contribuer à lutter efficacement contre la menace » communiste.
En 1946, la guerre d'Indochine n’ayant pas encore atteint son paroxysme, « les opérations de police » sont menées par des unités coloniales et les renforts en hommes et en encadrement sont suffisamment pourvus en volontaires. Les commandos et les parachutistes métropolitains sont stationnés dans des garnisons du Sud-Ouest de la France. Les autorités militaires en réunissent une partie à Mont-Louis, dans la citadelle Vauban qui manque alors d’entretien. Le chef d’unité nommé est le chef de bataillon Mautaint qui a pour mission de créer une unité d’élite. Son nom de baptême est le Bataillon de Choc Aéroporté n°11, BCAP n°11 en abrégé. Le BCAP n°11 est alors constitué le 1er septembre 1946 à partir d'éléments provenant des French SAS (André Santucci, André Pralon, Claude Reilhac, André Varnier, etc.), de la résistance (Yves Godard), de l'opération jedburgh (Jean Sassi, Paul Aussaresses), de la force 136 (Robert Maloubier, Jean Sassi, René Obadia, René Bichelot, Marcel Chaumien ) et du 3e bataillon du 1er Régiment de Choc (Jacques Dupas, etc.). Le 10 juin 1949, son poste de commandement est implanté à Perpignan.
Ce bataillon se place dès ses débuts hors des normes communes. La guerre d’Indochine prend de l’ampleur. Les services de renseignement français ont besoin de personnel capable d’effectuer des missions spéciales et souhaite puiser dans ce réservoir de combattants d’élite pour étoffer le service 29. Ainsi dès le printemps 1947, les commandos du « 11 » sont formés par Mautaint, d'après les instructions du commandant Jacques Morlane dit « Fille-Lambie », dans les centres d’instruction spéciale de Persan-Beaumont et de Cercottes où l'on forme des combattants ayant pour règle absolue le secret. Avant de rejoindre Mont-Louis, Mautaint rédige de nombreuses notes sur l'enseignement reçu au SOE (Special Operations Executive, le service secret britannique) afin de préparer celui des futurs agents du service Action.
Le capitaine Aussaresses, qui succède à Mautaint au service 29 en juillet 1947 tandis que les effectifs augmentent, reçoit pour mission de Morlane de :

« mener ce qu'on appelait alors la « guerre psychologique », partout où c'était nécessaire, et notamment en Indochine (…) Je préparais mes hommes à des opérations clandestines, aéroportées ou non, qui pouvaient être le plasticage de bâtiments, des actions de sabotage ou l'élimination d'ennemis… Un peu dans l'esprit de ce que j'avais appris en Angleterre. »

Bob Maloubier précise que « la presque totalité de l'unité a été mise en congé pour mission très spéciale, briser les grèves, taper sur les cocos, faire campagne pour le RPF »: en clair le 11e choc va aussi bien défendre la République déguisé en gardes mobiles, briser les grandes grèves de novembre 1947 dans les Houillères du Nord que faire le coup de poing dans les meetings et manifs du RPF qui a pour objectif avoué de « culbuter » la IVe République.
Le centre de Cercottes sera créé par le nouveau patron depuis 1949, le colonel Jean Sassi, en 1950, car Mont-Louis et Perpignan sont trop voyants. Jacques Foccart y fait des séjours dès sa création, « 14 jours en août 1950 » puis « 21 jours en août 1951 ». Aussaresses, chassé de Mont-Louis en avril 1948, devient patron de Cercottes entre 1951 et 1955.

#### L'Algérie
À son retour d'Indochine, en 1952, Aussaresses est chargé par Morlane d'éliminer ceux qui soutiennent la rébellion algérienne : « Morlane était persuadé qu'une invasion soviétique était imminente et il s'était occupé de créer des dépôts d'armes secrets sur le territoire pour que, le moment venu, une résistance puisse s'organiser. »
Des éléments du 11 sont détachés à partir de 1952 en Indochine ; le 11e choc n'est pas impliqué dans le conflit comme unité constituée, mais ses éléments encadrent le groupement de commandos mixtes aéroportés (GCMA), dépendant du SDECE.
Dans l'Algérois, le bataillon de choc no 11 participe au maintien de l'ordre et à la mainmise armée sur les territoires où les combattants du Front de libération nationale  s'implantent à partir de décembre 1954. Un état-major[pas clair] opérationnel commandé par le chef d'escadron Decorse et comprenant une compagnie de commandement et deux de combat est envoyé en Afrique du Nord le 12 décembre et s'est implanté en Kabylie dans la région de Dra El Mizan-Tizi Reniff. En février 1955, un deuxième détachement composé de deux compagnies vient renforcer le bataillon de marche et s'installe au camp du Maréchal et à Haussonvillers (aujourd'hui Naciria). Le 11e Choc quitte le territoire de la 10e région militaire le 27 août. Son bilan est alors le suivant : dix-neuf « hors-la-loi » tués, quinze faits prisonniers et trente-et-une armes récupérées.
Peu de temps après, le « 11 » retourne en Métropole.

### La11edemi-brigadeparachutiste de choc

#### Création, évolution et organisation
Le 1er octobre 1955, le 11e BPC s'associe avec le 12e BPC pour donner naissance à la 11e demi-brigade parachutiste de choc, la 11e DBPC, qui est appelée à mener un grand nombre d'opérations pendant la guerre d'Algérie. L'ensemble de l'unité comprend ainsi : un état-major (EM), des centres de perfectionnement, le 12e BPC stationné à Calvi et Corte en Corse, un centre d'entraînement spécialisé (CES) stationné également en Corse et le 11e BPC en Roussillon.
Le 23 octobre 1955, le 12e BPC est regroupé à Calvi avec les nageurs de combat et le CES.
En novembre 1955, le groupement léger d'intervention (le GLI) commandé par le capitaine Krotoff est à son tour envoyé en Algérie. La 11e demi-brigade parachutiste de choc met finalement sur pied un groupement de marche (GM 11.DBPC) à quatre compagnies de combat qui est incorporé au GLI. Sous les ordres du lieutenant-colonel Decorse, le GM s'implante en Kabylie dans la région des Béni Douala. Le 9 mars 1956, le capitaine Krotoff est tué au combat et il est remplacé par le capitaine Érouart.
Le 1er mai, une unité du GM 11.DBPC absorbe les éléments du GLI. À partir de cette date et ce jusqu'au 28 août, des opérations sont effectuées en Kabylie dans le cadre de la 27e DIA[pas clair].
Après quatre mois d'opérations dans ce secteur, le groupement de marche quitte le 27e DIA fin août pour préparer l'opération projetée au Moyen-Orient : en effet, une action est envisagée contre l'Égypte qui, en particulier, soutient la rébellion algérienne.
En septembre, Tipasa devient la nouvelle base du GM 11.DBPC.
Le 21 octobre 1956, le groupement opérationnel du Moyen-Orient, dont font dorénavant parties les 1re, 5e et 6e compagnies, est créé : le lieutenant-colonel Decorse en prend le commandement. La 5e compagnie saute à Port Saïd avec le 2e RPC deux semaines plus tard.

#### Le canal de Suez: opérationMousquetaire
Une rumeur publique avait attribué à la compagnie du 11e choc engagée dans l'opération Mousquetaire l'objectif d'aller se poser au Caire avec deux avions Hurel Dubois dans le but de s'emparer de documents relatifs à l'aide apportée par l'Égypte au FLN. En réalité, elle reçoit la mission de s'assurer de l'intégrité de l'usine des eaux.

Sur ordre du colonel Chateau-Jobert, le 5 novembre 1956, les éléments parachutistes du « 11 » sont largués au sud, dans un rectangle de 800 mètres sur 300 encadré par la lagune et l'usine des eaux, à 150 mètres d’altitude. Le colonel Henri Le Mire écrit ensuite à ce sujet : 

« Si les 30 parachutistes sautent par les deux portes en quatorze secondes, ils auront quelque chance d'arriver sur la DZ. Ils disposeront de vingt secondes pour vérifier la coupole, dégrafer et laisser filer le sac ou la gaine de jambe, éviter les copains et puis s'il reste un peu de temps, essayer de faire une traction pour éviter un obstacle. »

Dès la sortie des avions, les parachutistes sont pris à partie par des tirs de mitrailleuses. Cependant, le largage s'effectue parfaitement et malgré l’exiguïté de la zone, aucun homme n'atterrit dans l'eau. Arrivée sur objectif, la compagnie du choc du lieutenant Moutin entame la prise de l'usine.
L'opération coûte aux Français onze tués et quarante-quatre blessés. Mais le bilan matériel est considérable. Le 2e RPC à lui seul, pour onze tués et quarante-et-un blessés dans ses rangs, éléments du 11e choc compris, inflige de lourdes pertes aux Égyptiens : 203 tués, 158 prisonniers, 531 armes capturées dont 47 canons, mitrailleuses et mortiers.
Le 7 novembre, sous la pression des gouvernements des États-Unis et de l'URSS, un cessez-le-feu est signé, et la Force d'urgence des Nations unies débarque le 27 novembre.
Le 19 novembre 1956, il est décidé de ne conserver en Égypte que certains éléments de la 10e division parachutiste (10e DP) avec notamment le 1er REP, le 2e RPC et la 5e compagnie de la 11e DBPC. L'ensemble du « groupement opérationnel » devant être coiffé par le commandant de la 10e DP, les deux compagnies du 11e choc participent avec le 4e RIC[pas clair] à la relève des « opérationnels ». Les dernières troupes franco-anglaises réembarquent le 22 décembre et quittent l'Égypte.

#### Poursuite de la mission en Algérie
En mars 1957, le GM 11.DBPC change encore une fois de garnison en s'installant à Orléansville. Un mois plus tard, le 12e BPC est dissous pour se reformer le lendemain, le 1er mai 1957, sous la dénomination de 1er BPC. Pendant le séjour de la 11e DBPC en Algérie, on décide de créer une section spéciale et un détachement spécialisé. Le 1er juillet est alors créée la section A/CCI (service Action) commandée par le capitaine Texier et un détachement spécialisé appelé DS.111. Après le transfert du CI no 2 en Corse en avril 1958, le 1er BPC participe aux « évènements de mai » en Corse.
En mai 1958, les formations spécialisées des troupes aéroportées sont représentées par la section de saut en vol de la Préparation militaire, qui dispose à Paris d'un organisme central d'entraînement au saut et de 25 officiers et 50 sous-officiers chargés dans les régions militaires de l'instruction des jeunes prémilitaires, et par des unités relevant directement de la présidence du Conseil par l'intermédiaire du SDECE. Il s'agit du Centre d'instruction des réserves volontaires parachutistes de Cercottes (CIRVP, qui s'est appelé le CERP jusqu'en 1963) encadré par des éléments de la 11e DBPC et de la demi-brigade de choc. Certains de ces éléments opérant en Algérie s'étaient fait remarquer dans les opérations de la Force K dans l'Ouarsenis en mars 1957, et vers Djelfa avec les Bellounistes, combattants du MNA ralliés à la cause française contre le FLN en mai 1957.
Après avoir effectué de nombreuses opérations en Algérie, la 11e DBPC est réorganisée par ordre du 1er janvier 1959. À cette occasion, les 1er et 11e BPC sont refondus et le CERP y est rattaché. Le 15 mars, le CI no 1 est transféré à Calvi. Le 1er mai 1960, tous les éléments de la 11e DBPC sont regroupés en Algérie sous l'autorité du commandant du groupement de marche. Le CI no 5 (nageurs de combat) est transféré à Aspretto le 26 octobre. Le 30 juillet 1962, le groupement de marche est rapatrié sur la Métropole.

#### Dissolution
La 11e DBPC ne participe pas au putsch des généraux, mais certains de ses cadres sympathisent avec les putschistes.
La demi-brigade est dissoute le 30 décembre 1963 :
- l'insigne du 11e passe au 11e RPC (Actuellement CPIS) ;
- l'insigne du 12e passe au CIRVP (Actuellement CIRP) ;
- l'insigne du 1er bataillon de choc (carte de France bleu-blanc-rouge avec parachute et épée) passe au CNEC de Mont-Louis ; le CNEC récupère aussi l’insigne de manche ou de col du 11e choc (un « 11 » placé dans un losange).

### Le11erégimentparachutiste de choc
En 1985, le nouveau directeur général de la DGSE, le général René Imbot, annonce la recréation de l'unité sous l'appellation de 11e régiment parachutiste de choc, le 11e RPC. Il regroupe alors le CEOM (qui deviendra CPEOM) et le CES de Cercottes (qui deviendra CPES) et voit la création d'une force spéciale, le Centre d'entraînement à la guerre spéciale (CEGS) qui devient ultérieurement le CPIS.
Le 11e RPC prend part à l'assaut de la grotte d'Ouvéa en 1988.
En 1993, après la guerre du Golfe et ses enseignements, une profonde réorganisation dans l'univers du renseignement et des opérations spéciales amène à la dissolution administrative du 11e RPC, qui est effective le 30 juin 1993.

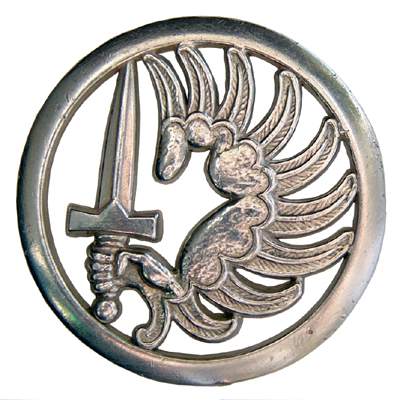
Insigne de béret parachutiste.
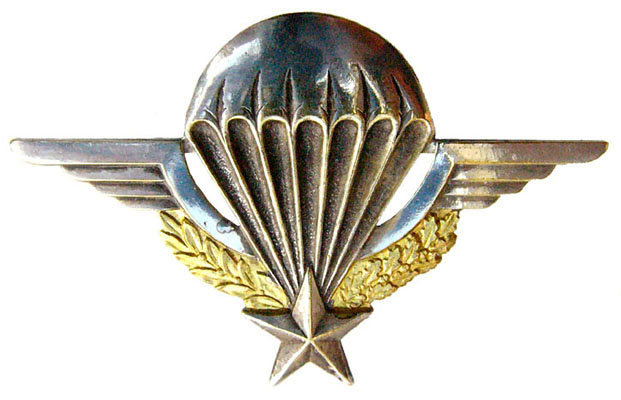
Brevet parachutiste de l'armée française.
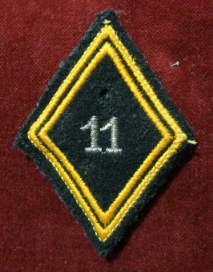
Insigne de manche.

## Traditions

### Devise
Qui ose gagne (Who dares wins), devise reprise des unités SAS qu'il partage avec le 1er RPIMa et le 2e RPIMa.

### Insigne
L'unité est célèbre pour son insigne, la panthère noire « Bagheera » dessinée par le lieutenant Dupas.
Insigne de grade (avant 1958)
- Militaires du rang : galons cul de dés en laine ou fibranne de couleur jonquille ;
- Sous-officiers subalternes : galons lézardé argent ;
- Adjudant : galons tissé en trait côtelé or ;
- Adjudant-chef et officiers : galons tissé en trait côtelé argent ;
- Titre d’épaule « Bataillon de choc » en encadrement blanc sur fond en drap bleu roi.

### Drapeau
L'unité reçoit son drapeau alors qu'elle n'est encore qu'un bataillon. C'est celui du 11e régiment d'infanterie dissous en 1940.
La 11e DBPC reçoit le drapeau du 1er régiment de choc.
Le 11e RPC reçoit son drapeau le 7 février 1986, en présence des plus hautes autorités militaires.
Après la dissolution du régiment le 30 juin 1993, le CPIS de Perpignan garde le drapeau du 11e RPC et les traditions du 11e choc.

### Bérets
Avant 1958
Béret de couleur bleu roi avec insigne des troupes aéroportées métropolitaines. Cerclé d’argent à un demi vol armé du même brochant des extrémités. Épaulettes en drap bleu roi écusson et pattes de collet en drap bleu roi avec soutaches blanches et numéro du corps blanc (pour les militaires du rang) ou argent pour les cadres.
Après 1958
Béret rouge commun à tous les parachutistes de l'armée française excepté ceux de la Légion étrangère (béret vert), des commandos parachutistes de l’air (béret bleu) et des commandos marines (bérets verts portés à l'anglaise).

### Chant
Les Commandos, chant écrit par des parachutistes du 11e choc lors des manœuvres dans le Tyrol.

## Commandants ou chefs de corps
La liste des commandants d’unité ou de chefs de corps est la suivante :
11e bataillon parachutiste de choc
- 1946-1947 : capitaine Mautaint
- 1947-1947 : capitaine Rivière
- 1947-1948 : capitaine Aussaresses
- 1948-1953 : chef de bataillon Godard
- 1953-1955 : chef d'escadron Decorse
- 1955-1957 : capitaine Bauer
- 1958-1960 : capitaine Erouart
- 1960-1961 : chef de bataillon Crousillac
- 1961-1962 : chef de bataillon Mouton
- 1962-1963 : chef de bataillon Dabezies
- 1963-1963 : chef de bataillon Barthez

1er bataillon parachutiste de choc
- 1958-1960 : capitaine Faury
- 1960-1961 : commandant Bichelot
- 1962-1963 : chef de bataillon Camus
- 1963-1963 : capitaine Gout

12e bataillon parachutiste de choc
- 1955-1958 : capitaine Ignace Mantei

11e demi-brigade parachutiste de choc
- 1955-1961 : colonel Pierre Decorse
- 1961-1963 : lieutenant-colonel Albert Merglen

Groupement de marche
- 1956-1957 : lieutenant-colonel Decorse
- 1957-1958 : capitaine Rocolle
- 1958-1958 : capitaine Baven
- 1958-1959 : chef de bataillon Mantei
- 1959-1960 : chef de bataillon Crousillac
- 1960-1961 : chef de bataillon Erouart
- 1961-1962 : chef de bataillon Mantei
- 1962-1962 : chef de bataillon Prevot

11e régiment parachutiste de choc
- 1986-? : colonel Patrick Manificat

## Personnalités ayant servi au sein du régiment
- Paul Aussaresses, général
- Erwan Bergot, écrivain et journaliste français
- Pierre Crousillac, général
- Déodat du Puy-Montbrun, colonel, fondateur du service action du SDECE et aide de camp du général de Lattre en Indochine
- Yves Guérin-Sérac
- Hoang Chung dit Dzim, Adjudant-chef, membre des Forces spéciales et maquisard Nung au cours de la guerre d'Indochine
- Raymond Muelle, officier parachutiste et écrivain français
- Guy Penaud, ancien commissaire de police et historien français
- Jean Sassi, colonel, membre des Forces spéciales au cours de la Seconde Guerre mondiale et de la guerre d'Indochine
- André Varnier (1914-1949), Compagnon de la Libération